# Slavonija
Slavonija je povijesna regija u istočnoj Hrvatskoj. Leži između rijeke Drave na sjeveru (granica s Mađarskom), Save na jugu (granica s BiH), planine Papuk na zapadu i Dunava na istoku (granica s Srbijom), s izuzetkom Srijema (granica između Slavonije i Srijema nije precizno određena). Slavonija je glavna žitnica i poljoprivredno najrazvijeniji dio Hrvatske.

## Povijest
Regija je prvotno bila dio rimske pokrajine Panonije, a nakon propasti Rimskog Carstva, naseljavaju je Slaveni. Lokalna plemena ovdje stvaraju svoju prvu državu, koja će stupiti u savez s Avarima. Prije dolaska Mađara u Panoniju, Slaveni formiraju relativno usko povezanu zajednicu sve od zapadnih Karpata do Sjevernog Balkana, te čine većinu stanovništva na zapadnoj obali Dunava sve do Alpa. Ime "Slavonija" u to doba označava vrlo široko područje od današnje zapadne Vojvodine do Istočnih Alpa. Stanovnici regije sebe identificiraju jednostavno kao "slaveni", odnosno "sloven(c)i/slavon(c)i", tako ih identificiraju i njihovi jugo-zapadni susjedi latini kao Sclaveni, dok ih susjedi Bavarci identificiraju kao Vendi sve od njihove najzapadnije inačice oko izvora rijeke Drave do Dunava. Tomislav I. osvaja dio panonskih kneževina pa 925. godine one postaju dio Hrvatske Kraljevine. 1091. godine regiju - koja je veća od današnje Slavonije, te obuhvaća i cijelu sjeverozapadnu Hrvatsku, uključivo područje Zagreba - osvajaju Mađari, 11 godina prije ostatka tadašnje hrvatske države. Tada postaje administrativna jedinica nezavisna od Hrvatske. 
Slavoniju u Ugarsko-Hrvatskom Kraljevstvu od preostalih hrvatskih područja dijeli planina tadašnjeg imena Gvozd (Gábor Szeberényi 2017. godine nalazi dovoljno argumenata da tu planinu - do koje se prostirala Slavonija kao državna pokrajina u Ugarskoj i Zagrebačka biskupija kao crkvena jedinica  identificira s Malom Kapelom),  te dalje u međurječju Save, Drave i Dunava. Obično su i posavski krajevi sa južne strane Save smatrani dijelom Slavonije. Plemići s toga područja nije sudjelovalo u saborima Hrvatske (Dalmacije); ali je plemstvo toga područja na kojem se nije govorilo mađarski imalo unutar Ugarskog kraljevstva zasebni status. Slavonija nije nikada do kraja bila ustrojeno po ugarskim pravnim obrascima, a jedino se u toj pokrajini ubirala kunovina - porez u kunovim kožicama. Ugarski kraljevi upravu Slavonije povjeravaju banovima - koji se hrvatski državni naziv nije koristio u drugim dijelovima Ugarske; a obično bi ugarski prijestolonasljednik s titulom hercega upravlja kako Slavonijom (koja je imala bana), tako i Hrvatskom i Dalmacijom (na kojem području bi bio jedan ili više banova). Na cijelom području Slavonije bila je za crkvene poslove (i ubiranje crkvenog poreza) nadležna Zagrebačke biskupija, osnovana u 11. stoljeću.
U godinama nakon poraza hrvatsko-mađarske vojske u bitci na Mohačkom polju 1526. istočni dio regije prelazi u vlast Osmanskog Carstva. Tijekom Velikog turskog rata ("Rat Svete lige", 1683.-1699.), 12. ožujka godine 1689. na brdu Sokolovcu kod Požege, fra Luka Ibrišimović je s narodnom vojskom razbio Turke, te je tom prigodom dobio nadimak Sokol. Fra Luka i njegova narodna vojska odigrali su veliku ulogu u oslobođenju Slavonije. Mirovnim sporazumom u Srijemskim Karlovcima 1699., dolazi pod Habsburšku krunu zajedno s ostatkom Hrvatske, ali postaje drugačija geografska i administrativna jedinica od one prijašnje srednjovjekovne. Dok je ranija Slavonija bila čitava regija između rijeke Drave i Kupe, Habsburška Slavonija je bila rijetko naseljeno područje oslobođeno od Turaka, između Drave i Save. Stanovništvo se postupno jača doseljavanjem katolika iz Bosne, a dijelom i iz područja Hrvatske pod habsburškom vlašću, te potom pravoslavaca iz Srbije, osobito nakon pada kratkotrajne habsburške Kraljevine Srbije (1718. – 1739.) natrag u osmanske ruke. Doseljava se i stanovništvo iz Srednje Europe, prvenstveno Nijemci, ali i Mađari i Romi; svi oni zajedno čine krajem 18. stoljeća oko jedne desetine stanovništva. Prema popisu 1773. godine ima pokrajina 210.492 stanovnika.
U prvo vrijeme Habsburške vladavine bila je autonomno kraljevstvo, dok su južni dijelovi bili dio Vojne krajine, pod upravom Ratnog vijeća u Beču. 1745. godine, carica Marija Terezija donosi odluku da se vojna uprava nad glavninom Slavonije zamjenjuje civilnom - te se uspostavlja tri županije koje se pripajaju Hrvatskoj.
Nakon revolucije 1848. Hrvatska i Slavonija čine autonomnu Hrvatsko-Slavonsku regiju, koja 1867. dolazi u ugarski dio monarhije.  1881. Vojna krajina se konačno sjedinjuje s civilnom Hrvatskom, čime se cijela regija opet nalazi pod hrvatskom vlašću.
Nakon raspada Austro-Ugarske, Slavonija postaje dio Kraljevine Jugoslavije, gdje je od 1929. dio Savske banovine.  Za vrijeme Drugog svjetskog rata spada u njemačku okupacijsku zonu Nezavisne Države Hrvatske, a nakon rata postaje dio Socijalističke Republike Hrvatske, unutar SFRJ.
Za vrijeme demokratskih promjena i raspada Jugoslavije 1990., hrvatski su Srbi preuzeli kontrolu nad područjima sa srpskim stanovništvom u dijelovima istočne i zapadne Slavonije. Na tim je područjima tijekom »Balvan-revolucije« uspostavljena autonomna jedinica koja je 1991. naknadno preuređena u međunarodno nepriznatu paradržavu pod nazivom »Republika Srpska Krajina« (RSK), sa ciljem da se odcijepi od Hrvatske i pripoji Srbiji. Istočni dio je nazvan Autonomna srpska regija Slavonije, Baranje i zapadnog Srijema, a sadržavala je područja istočno od Osijeka, Vinkovaca i sjeveroistočno od Županje (cijela Baranja, gradovi Vukovar i Ilok).  Zapadni dio sadržavao je područje oko sela Okučani i veći dio planine Psunj.  U svibnju 1995. Zapadna regija je vraćena Hrvatskoj nakon vojne operacije Bljesak. Istočna regija je predana mirovnoj misiji Ujedinjenih Naroda (UNTAES) 1996., a 1998. vraćena je Hrvatskoj.

## Gospodarstvo
Na poljoprivrednim površinama uzgajaju se većinom žitarice (pšenica i kukuruz), industrijsko bilje (šećerna repa, uljarice, krmno bilje i duhan), te u nešto manjoj mjeri voće (jabuke, kruške, šljive).  U istočnom dijelu razvijeno je i vinogradarstvo.  U stočarskoj proizvodnji prevladava govedarstvo i svinjogojstvo.  Razvijeno je i ribnjačarstvo.
Slavonske šume pružaju važan izvor drvne građe (posebno visokokvalitetni hrast lužnjak).  Iskorištavanje šuma, koje je započelo još sredinom 19. stoljeća, i danas je vrlo aktivno, ali zbog nerazvijenosti procesa obrade, ne predstavlja posebno profitabilnu gospodarsku granu.
Najpoznatije tvrtke iz Slavonije su:
- Belje
- Žito
- Osijek-Koteks
- Saponia
- Zvečevo
- Đuro Đaković Holding d.d.
- Kandit
- Tvornica šećera Osijek
- Borovo
- Osječka pivovara
- Nexe grupa
- Viro

## Turizam
Zahvaljujući brojnim rječicama i potocima, očuvanim šumama, sačuvan je tradicionalni lovni i ribolovni turizam, te seoski turizam. Slavonija i Baranja su idealne destinacije za turiste koji žele provesti odmor u miru i tišini, daleko od gradskih gužvi. 

Slavoniju okružuju tri rijeke: Sava, Drava i Dunav tvoreći prostor iznimne ljepote s bogatim šumama, pašnjacima i brežuljcima. U Slavoniji su brojni dvorci i ljetnikovci koji su nekad pripadali bogatim obiteljima, te daju posebnu draž ovom dijelu Hrvatske. Najveći grad u Slavoniji je Osijek, smješten na rijeci Dravi, predstavlja zanimljivu turističku destinaciju s brojnim parkovima, kulturnim spomenicima i brojnim zabavnim sadržajima.
Baranja je prirodno najbolje izdvojena cjelina. Prostire se između Drave, Dunava i granice s Mađarskom. Na mjestu gdje se spajaju rijeke Dunav i Drava, priroda je napravila osobit fenomen Park prirode Kopački rit. Kopački rit bogat je životinjskim i biljnim svijetom. 1967. god. proglašen je parkom prirode, a uže područje zoološkim rezervatom. 
Veća mjesta na području Slavonije i Baranje su: Osijek, Vukovar, Vinkovci, Slavonski brod, Požega, Daruvar, Nova Gradiška, Kutjevo, Županja, Đakovo, Našice, Virovitica. Većina smještaja su pansioni s apartmanima i sobama ili hoteli. Glavna turistička ponuda Slavonije i Baranje bazirana je na lovnom turizmu, ribolovu, te seoskom turizmu, tj. agroturizmu.

## Stanovništvo
Većina stanovništva su Hrvati, dok su Srbi i Bošnjaci najveće nacionalne manjine.

### Etnički sastav po županijama
- Virovitičko-podravska: 89,47% Hrvati, 6,08% Srbi, 0,27% Mađari, 0,25% Albanci, 0,10% Česi
- Osječko-baranjska: 83,89% Hrvati, 6,73% Srbi, 2,96% Mađari, 0,65% Slovaci, 0,30% Romi, 0,29% Nijemci, 0,26% Albanci, 0,15% Slovenci, 0,12% Bošnjaci, 0,11% Crnogorci
- Požeško-slavonska: 88,68% Hrvati, 5,54% Srbi, 0,92% Talijani,  0,90% Česi, 0,26% Mađari, 0,17% Albanci, 0,14% Slovaci
- Brodsko-posavska: 93,98% Hrvati, 3,02% Srbi, 0,33% Romi, 0,21% Bošnjaci, 0,18% Ukrajinci, 0,16% Albanci
- Vukovarsko-srijemska: 78,27% Hrvati, 15,45% Srbi, 1,00% Mađari, 0,88% Rusini, 0,65% Slovaci, 0,56% Bošnjaci, 0,24% Albanci, 0,23% Ukrajinci

U Istočnoj je Hrvatskoj prema rezultatima posljednjega popisa stanovništva iz 2011. godine živjelo ukupno 806.192 stanovnika, ili 19.8% ukupnog stanovništva Hrvatske. U odnosu na 1991. godinu (977.391 stanovnik) zabilježena je ukupna depopulacija ili pad ukupnoga broja stanovnika od 13.5% (apsolutno za 171 199 osobe).

### Gradovi
| Grb | Grad           | Županija                                   | Površina (km2) | Stanovništvo (Popis 2021.) |
| --- | -------------- | ------------------------------------------ | -------------- | -------------------------- |
|     | Osijek         | Osječko-baranjska                          | 171            | 96.848                     |
|     | Slavonski Brod | Brodsko-posavska                           | 50,27          | 50.039                     |
|     | Vinkovci       | Vukovarsko-srijemska                       | 94,21          | 31.057                     |
|     | Đakovo         | Osječko-baranjska                          | 170            | 23.687                     |
|     | Vukovar        | Vukovarsko-srijemska                       | 100,26         | 23.536                     |
|     | Požega         | Požeško-slavonska                          | 133,91         | 22.364                     |
|     | Virovitica     | Virovitičko-podravska                      | 178,49         | 19.366                     |
|     | Našice         | Osječko-baranjska                          | 205,54         | 14.336                     |
|     | Nova Gradiška  | Brodsko-posavska                           | 49,58          | 11.719                     |
|     | Slatina        | Virovitičko-podravska                      | 156            | 11.524                     |
|     | Novska         | Sisačko-moslavačka (mali dio županije)     | 317            | 11.234                     |
|     | Daruvar        | Bjelovarsko-bilogorska (mali dio županije) | 64             | 10.159                     |
|     | Valpovo        | Osječko-baranjska                          | 141,67         | 9.783                      |
|     | Županja        | Vukovarsko-srijemska                       | 88,94          | 9.246                      |
|     | Pleternica     | Požeško-slavonska                          | 198,13         | 9.243                      |
|     | Belišće        | Osječko-baranjska                          | 69             | 8.884                      |
|     | Donji Miholjac | Osječko-baranjska                          | 134,6          | 8.063                      |
|     | Beli Manastir  | Osječko-baranjska                          | 55             | 8.053                      |
|     | Pakrac         | Požeško-slavonska                          | 358,82         | 7.095                      |
|     | Ilok           | Vukovarsko-srijemska                       | 129,46         | 5.147                      |
|     | Lipik          | Požeško-slavonska                          | 212            | 5.126                      |
|     | Otok           | Vukovarsko-srijemska                       | 136,15         | 4.902                      |
|     | Kutjevo        | Požeško-slavonska                          | 173,61         | 4.886                      |
|     | Orahovica      | Virovitičko-podravska                      | 123,9          | 4.552                      |